# Béchara Boutros Raï
Béchara Boutros Raï (Arabisch: مار بشارة بطرس الراعي, Mār Bishārah Buṭrus al-Rāʿī) (Himlaya, (Metn district, Libanon), 25 februari 1940) is een Libanees geestelijke, patriarch van Antiochië en het gehele Oosten van de Maronitische Kerk en kardinaal van de Katholieke Kerk.
Raï studeerde aan een jezuïetencollege in Libanon. Hij werd op 3 september 1967 tot priester gewijd.
Op 2 mei 1986 werd Raï benoemd tot hulpbisschop van Antiochië en titulair bisschop van Caesarea Philippi. Hij werd op 12 juli 1986 tot bisschop gewijd door de maronitische patriarch Nasrallah Boutros Sfeir. Op 9 juni 1990 volgde zijn benoeming tot bisschop van Byblos.
Op 15 maart 2011 werd Raï door de bisschoppen van de maronitische kerk gekozen als patriarch, de 77e in de historie van deze kerk. De zetel was vacant geworden nadat de vorige patriarch, Nasrallah Boutros Sfeir, zijn functie had neergelegd. De benoeming werd op 24 maart 2011 bevestigd door paus Benedictus XVI. Op 25 maart 2011 werd Raï geïnstalleerd.
Tijdens het consistorie van 24 november 2012 werd Raï door paus Benedictus XVI kardinaal gecreëerd. Hij kreeg - zoals gebruikelijk voor Oosters-katholieke patriarchen, als gevolg van het motu proprio Ad purpuratorum patrum collegium - de rang van kardinaal-bisschop zonder toekenning van een suburbicair bisdom.
Raï nam deel aan het conclaaf van 2013, dat leidde tot de verkiezing van paus Franciscus. Op 25 februari 2020 verloor hij - in verband met het bereiken van de 80-jarige leeftijd - het recht om deel te nemen aan een toekomstig conclaaf.
- Bibliothèque nationale de France: cb166255272 (data)
- Gemeinsame Normdatei: 1035525925
- International Standard Name Identifier: 0000 0003 9939 0549
- Library of Congress Control Number: n2016063834
- Istituto Centrale per il Catalogo Unico: PBEV017479
- Système universitaire de documentation: 165955996
- Virtual International Authority File: 293372142
- WorldCat: E39PBJkhP6qJPDp77KmJTQmw4q